# La Trinité-de-Réville
La Trinité-de-Réville är en kommun i departementet Eure i regionen Normandie i norra Frankrike. Kommunen ligger i kantonen Broglie som tillhör arrondissementet Bernay. År 2022 hade La Trinité-de-Réville 244 invånare.

## Befolkningsutveckling
Antalet invånare i kommunen La Trinité-de-Réville
Referens:INSEE